# ماريشال تايوماتورغو
ماريشال تايوماتورغو (بالبرتغالية: Marechal Thaumaturgo‏) هي بلدية تقع في البرازيل في أكري. يقدر عدد سكانها بـ 13,061 نسمة ومساحتها 7,744 كم2 .

## المناخ
يظهر الجدول التالي التغييرات المناخية على مدار السنة لماريشال تايوماتورغو:
| البيانات المناخية لـماريشال تايوماتورغو            | البيانات المناخية لـماريشال تايوماتورغو | البيانات المناخية لـماريشال تايوماتورغو | البيانات المناخية لـماريشال تايوماتورغو | البيانات المناخية لـماريشال تايوماتورغو | البيانات المناخية لـماريشال تايوماتورغو | البيانات المناخية لـماريشال تايوماتورغو | البيانات المناخية لـماريشال تايوماتورغو | البيانات المناخية لـماريشال تايوماتورغو | البيانات المناخية لـماريشال تايوماتورغو | البيانات المناخية لـماريشال تايوماتورغو | البيانات المناخية لـماريشال تايوماتورغو | البيانات المناخية لـماريشال تايوماتورغو | البيانات المناخية لـماريشال تايوماتورغو |
| الشهر                                              | يناير                                   | فبراير                                  | مارس                                    | أبريل                                   | مايو                                    | يونيو                                   | يوليو                                   | أغسطس                                   | سبتمبر                                  | أكتوبر                                  | نوفمبر                                  | ديسمبر                                  | المعدل السنوي                           |
| -------------------------------------------------- | --------------------------------------- | --------------------------------------- | --------------------------------------- | --------------------------------------- | --------------------------------------- | --------------------------------------- | --------------------------------------- | --------------------------------------- | --------------------------------------- | --------------------------------------- | --------------------------------------- | --------------------------------------- | --------------------------------------- |
| متوسط درجة الحرارة الكبرى °م (°ف)                  | 31.1 (88.0)                             | 30.7 (87.3)                             | 30.8 (87.4)                             | 30.9 (87.6)                             | 30.8 (87.4)                             | 30.6 (87.1)                             | 31.0 (87.8)                             | 32.4 (90.3)                             | 32.5 (90.5)                             | 32.1 (89.8)                             | 31.5 (88.7)                             | 31.3 (88.3)                             | 31.3 (88.4)                             |
| المتوسط اليومي °م (°ف)                             | 26.3 (79.3)                             | 26.1 (79.0)                             | 26.0 (78.8)                             | 26.1 (79.0)                             | 25.6 (78.1)                             | 24.8 (76.6)                             | 24.7 (76.5)                             | 25.8 (78.4)                             | 26.3 (79.3)                             | 26.6 (79.9)                             | 26.4 (79.5)                             | 26.4 (79.5)                             | 25.9 (78.7)                             |
| متوسط درجة الحرارة الصغرى °م (°ف)                  | 21.6 (70.9)                             | 21.5 (70.7)                             | 21.3 (70.3)                             | 21.3 (70.3)                             | 20.5 (68.9)                             | 19.1 (66.4)                             | 18.5 (65.3)                             | 19.2 (66.6)                             | 20.2 (68.4)                             | 21.2 (70.2)                             | 21.4 (70.5)                             | 21.5 (70.7)                             | 20.6 (69.1)                             |
| الهطول مم (إنش)                                    | 203 (8.0)                               | 201 (7.9)                               | 234 (9.2)                               | 163 (6.4)                               | 99 (3.9)                                | 42 (1.7)                                | 32 (1.3)                                | 51 (2.0)                                | 77 (3.0)                                | 101 (4.0)                               | 201 (7.9)                               | 197 (7.8)                               | 1٬601 (63.1)                            |
| المصدر: http://en.climate-data.org/location/32412/ |                                         |                                         |                                         |                                         |                                         |                                         |                                         |                                         |                                         |                                         |                                         |                                         |                                         |